# USS Poole (DE-151)
USS Poole (DE-151) là một tàu hộ tống khu trục lớp Edsall từng phục vụ cùng Hải quân Hoa Kỳ trong Chiến tranh Thế giới thứ hai. Nó là chiếc tàu chiến duy nhất của Hải quân Hoa Kỳ được đặt cái tên này, theo tên hạ sĩ quan Minor Butler Poole (1920-1942), người từng phục vụ trên tàu tuần dương hạng nhẹ Boise (CL-47), đã tử trận trong Trận chiến mũi Esperance ngày 12 tháng 10, 1942 và được truy tặng Huân chương Chữ thập Hải quân. Nó đã phục vụ cho đến khi chiến tranh kết thúc, xuất biên chế năm 1947, rồi bị bán để tháo dỡ vào năm 1974.

## Thiết kế và chế tạo
Lớp Edsall có thiết kế hầu như tương tự với lớp Cannon dẫn trước; khác biệt chủ yếu là ở hệ thống động lực Kiểu FMR do được trang bị động cơ diesel Fairbanks-Morse dẫn động qua hộp số giảm tốc đến trục chân vịt. Đây là cấu hình động cơ được áp dụng rộng rãi trên tàu ngầm, được chứng tỏ là có độ tin cậy cao hơn so với lớp Cannon.
Vũ khí trang bị bao gồm ba pháo 3 in (76 mm)/50 cal trên tháp pháo nòng đơn có thể đối hạm hoặc phòng không, một khẩu đội pháo phòng không Bofors 40 mm nòng đôi và tám pháo phòng không Oerlikon 20 mm. Vũ khí chống ngầm bao gồm một dàn súng cối chống tàu ngầm Hedgehog Mk. 10 (có 24 nòng và mang theo 144 quả đạn); hai đường ray Mk. 9 và tám máy phóng K3 Mk. 6 để thả mìn sâu. Con tàu vẫn giữ lại ba ống phóng ngư lôi Mark 15 21 inch (533 mm), và được trang bị radar SC dò tìm không trung và mặt biển. Thủy thủ đoàn đầy đủ bao gồm 186 sĩ quan và thủy thủ.
Poole được đặt lườn tại xưởng tàu của hãng Consolidated Steel Corporation ở Orange, Texas vào ngày 13 tháng 2, 1943. Nó được hạ thủy vào ngày 8 tháng 5, 1943, được đỡ đầu bởi bà Minor Herndon Poole, mẹ của hạ sĩ quan Poole, và nhập biên chế cùng Hải quân Hoa Kỳ vào ngày 29 tháng 9, 1943 dưới quyền chỉ huy của Hạm trưởng, Trung tá Tuần duyên Ralph David Dean.

## Lịch sử hoạt động
Sau khi hoàn tất việc chạy thử máy huấn luyện ngoài khơi Bermuda, Poole làm nhiệm vụ hộ tống vận tải ven biển, và đến cuối năm 1943 bắt đầu thực hiện các chuyến hộ tống vận tải vượt Đại Tây Dương đi sang Bắc Phi và Châu Âu. Nó hộ tống một đoàn tàu khởi hành từ New York, đi đến Casablanca, Maroc thuộc Pháp vào ngày 11 tháng 1, 1944. Sau khi về đến vào ngày 5 tháng 2, nó chuyển sang hoạt động trên tuyến hàng hải Bắc Đại Tây Dương, và trong suốt mười lăm tháng tiếp theo đã hộ tống các đoàn tàu vận tải đi sang các cảng tại quần đảo Anh. Kể từ tháng 6, 1944, điểm đến của các chuyến hộ tống chuyển sang các cảng tại miền Bắc nước Pháp.
Sau khi chiến tranh kết thúc tại Châu Âu, Poole dẫn đầu Đội hộ tống 22 khởi hành từ New York vào ngày 4 tháng 6, 1945 để được điều động sang khu vực Mặt trận Thái Bình Dương. Đi đến vùng biển Hawaii vào ngày 14 tháng 7, nó hoạt động tuần tra tại chỗ cho đến khi Nhật Bản chấp nhận đầu hàng vào ngày 15 tháng 8, giúp chấm dứt vĩnh viễn cuộc xung đột. Con tàu rời Trân Châu Cảng vào ngày 4 tháng 9 để đi sang Saipan, rồi tiếp tục đi đến đảo Honshū, Nhật Bản, nơi nó tham gia thành phần lực lượng chiếm đóng.
Sau một tháng làm nhiệm vụ tuần tra ngoài khơi Wakayama, Poole lên đường vào ngày 29 tháng 10 để quay trở về Hoa Kỳ, ghé qua San Diego, California trước khi về đến Charleston, South Carolina vào ngày 10 tháng 12. Con tàu sau đó chuyển đến Green Cove Springs, Florida, nơi nó được cho xuất biên chế vào tháng 1, 1947, và được đưa về Hạm đội Dự bị Đại Tây Dương. Tên nó được cho rút khỏi danh sách Đăng bạ Hải quân vào ngày 2 tháng 1, 1971, và con tàu sau cùng bị bán để tháo dỡ vào ngày 30 tháng 1, 1974.

## Phần thưởng
Nguồn: Navsource Naval History
|  |  |  |
|  |  |  |

| Huân chương Chiến dịch Hoa Kỳ                      | Huân chương Chiến dịch Hoa Kỳ        | Huân chương Chiến dịch Châu Á-Thái Bình Dương | Huân chương Chiến dịch Châu Á-Thái Bình Dương |
| Huân chương Chiến dịch Châu Âu-Châu Phi-Trung Đông | Huân chương Chiến thắng Thế Chiến II | Huân chương Chiến thắng Thế Chiến II          | Huân chương Phục vụ Chiếm đóng Hải quân       |